# Nikólaos Polítis
Pour les articles homonymes, voir Nikos Politis.
Nikólaos Sokrátis Polítis, né en 1872 à Corfou (Grèce)  et mort le 4 mars 1942 à Cannes (France), est un diplomate et homme politique grec, proche d'Elefthérios Venizélos.

## Biographie
Il enseigne le droit international aux universités d'Aix-en-Provence, Poitiers et à la Faculté de droit de Paris. Rappelé en Grèce en 1914 pour réorganiser le ministère des Affaires étrangères, il est ministre des Affaires étrangères à trois reprises, en 1916-1920, 1922 et 1936. Il est aussi l'un des délégués de la Grèce à la Conférence de paix de Paris de 1919, qui met fin à la Première Guerre mondiale et il est de fait le signataire pour le Grèce du traité de Saint-Germain-en-Laye.
Il est ambassadeur de Grèce en France du 24 juin 1924 au 5 novembre 1925, puis à nouveau du 28 octobre 1927 au 24 avril 1940. Il œuvre alors à la construction de la Fondation hellénique à la Cité internationale universitaire de Paris. Il est également ambassadeur de Grèce en Belgique et joue un rôle important dans la Société des Nations et dans la création de la Cour permanente de justice internationale de La Haye.
Il est inhumé au cimetière nouveau de Neuilly-sur-Seine.

## Œuvres

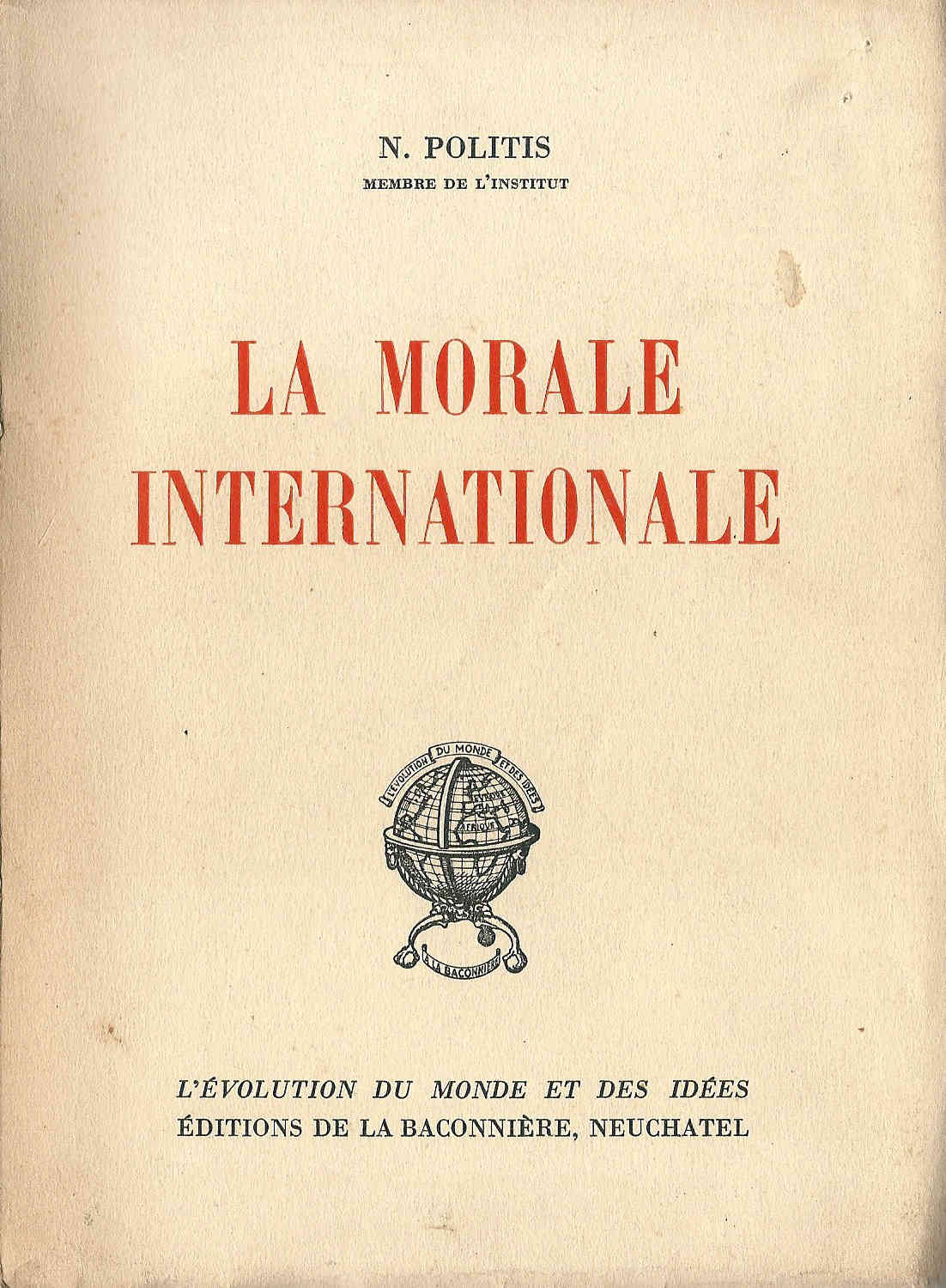
Couverture de La morale internationale

- Les triumvirs capitaux : droit romani ; Les emprunts d'État en droit international : droit international, A. Durand & Pedone-Lauriel, 1894, 420 p.
- La Convention consulaire gréco-turque et l'Arbitrage des ambassadeurs des grandes puissances à Constantinople du 2 avril 1901.
- Recueil des arbitrages internationaux:
  - Tome I , 1905, Paris, A. Pedone.
  - Tome II , 1927,  Paris, A. Pedone.
- La condition internationale des Nouvelles-Hébrides, A. Pedone, 1901, 76 p.
- L'arbitrage anglo-brésilien de 1904, avec Albert de Geouffre de la Pradelle, V. Giard & E. Brière, 1905, 105 p.
- Les capitulations et la justice répressive ottomane à propos de l'affaire Joris, L. Larose & L. Tenin, 1906, 27 p.
- Le condominium franco-anglais des Nouvelles-Hébrides, 1908.
- La justice internationale, Paris, Hachette, 1923, 325 p.
- Le problème des limitations de souveraineté, Paris, Hachette, 1925 (son cours professé à l'Académie de droit international de La Haye)
- Les nouvelles tendances du droit international, Paul Brodard, 1927, 249 p.
- La neutralité et la paix, Hachette, 1935.
- La morale internationale, Neuchâtel,  Éditions de La Baconnière, 1943, 182 p.

En outre, il était à l’écriture d'un essai au moment de son décès. Son fils Jacques Politis fit paraître ces notes, sous son nom, dans le recueil L'avenir de l'Europe, Éditions de La Baconnière, 1946, 148 p.